# 徳川治貞
徳川 治貞（とくがわ はるさだ）は、江戸時代中期の大名。伊予西条藩の第5代藩主、のち和歌山藩の第9代藩主。官位は従三位・参議兼右近衛権中将、権中納言。

## 生涯
享保13年（1728年）2月16日、和歌山藩6代藩主・徳川宗直の次男として誕生した。
寛保元年（1741年）に和歌山藩の支藩である西条藩4代藩主・松平頼邑の養子となり、名を松平頼淳（まつだいら よりあつ）と改める。宝暦3年（1753年）に藩主となる。
安永4年（1775年）2月3日、和歌山藩8代藩主となっていた甥の徳川重倫が隠居すると、5歳の岩千代（後の10代藩主・治宝）に代わって重倫の養子という形で藩主を継ぎ、西条藩主を同じく甥の松平頼謙（重倫の実弟）に譲った。10代将軍・徳川家治より偏諱を授かって諱を治貞（「貞」は2代藩主光貞に由来）と改める。
8代将軍・徳川吉宗の享保の改革にならって藩政改革を行ない、和歌山藩の財政再建に貢献している。主に倹約政策などを重視した。
寛政元年（1789年）10月26日、死去した。享年62（満61歳没）。跡を治宝が継いだ。
和歌山藩主としての治世は14年8か月であり、この間の江戸参府4回、紀州帰国4回、紀州在国の通算は5年3か月であった。

## 人物・逸話
- 名君の誉れ高い熊本藩8代藩主・細川重賢と並び「紀州の麒麟、肥後の鳳凰」と賞された名君で、紀麟公と呼ばれた。
- 和歌山藩の財政を再建するため、自ら綿服と粗食を望んだ。冬には火鉢の数を制限するまでして、死去するまでに10万両の蓄えを築いたという。このことから「倹約殿様」ともいわれる。

## 官歴
※日付＝旧暦 墓所：和歌山県海南市の慶徳山長保寺
- 1741年（寛保元年）12月19日 - 伊予国西条藩主の松平頼邑の養子となり、元服し、松平頼淳と名乗る。従四位下左近衛権少将兼修理大夫に叙任。
- 1747年（延享4年）9月27日 - 玄蕃頭に遷任。左近衛権少将如元。
- 1753年（宝暦3年）
  - 7月 - 家督相続し、西條藩主となる。
  - 8月4日 - 左京大夫に転任。左近衛権少将如元。
- 1775年（安永4年）
  - 2月3日 - 和歌山藩主徳川重倫の養子となり、家督相続し、和歌山藩主となる。第10代将軍徳川家治の偏諱を授かり治貞と名乗る。
  - 2月22日 - 従三位に昇叙し、参議に補任し、右近衛権中将を兼任。
- 1776年（安永5年）2月15日 - 権中納言に転任。
- 1789年（寛政元年）10月26日 - 薨去。享年62（満61歳没）。法名は香嚴院殿三品前黄門心齋圓通。

## 系譜
- 父：徳川宗直（1682年 - 1757年）
- 母：善修院 - 外山氏（1698-1774）
- 正室：今出川定子（1739年 - 1773年） - 千穂君、寛耀院。権大納言今出川誠季娘
- 養子
  - 男子：松平頼謙（1755年 - 1806年） - 徳川宗将の六男。重倫の弟。治貞と入れ替わる形で伊予国西条藩相続。
  - 男子：徳川治宝（1771年 - 1853年） - 徳川重倫の次男。紀州藩相続。
- 養女
  - 女子: 方姫（達子・恭穆夫人）(1774年 - 1794年) - 徳川重倫の三女。水戸藩主徳川治紀正室。

## フィクションでの徳川治貞
1994年（平成6年）4月から10月にかけて、テレビ朝日系列で『殿さま風来坊隠れ旅』という番組が放送された。これは徳川治貞（三田村邦彦）と徳川宗睦（西岡徳馬）が主役の勧善懲悪時代劇で、もちろんフィクションである。しかし、一般にはあまり知られていなかった徳川治貞の名が全国に知れわたる一助となった。
2025年（令和7年）のNHK大河ドラマ『べらぼう〜蔦重栄華乃夢噺〜』では、第25回から高橋英樹が演じる徳川治貞が登場している。